# けものの★
けものの★（kemonono★、8月1日 - ）は、日本の漫画家。滋賀県出身。血液型はA型。

## 主な作品

### 連載
- 『ネガティブ・ツインタワー!』 （『FlexComixブラッド』、2009年6月 - 2012年8月、全5巻）
- 『人身御供の緋山さん』 （『COMIC メテオ』、2014年10月1日 - 2016年8月10日、全3巻）

### 単行本
成年向け作品
- 『GrooveTube』 （茜新社〈TENMA COMICS〉、2008年4月25日[2]、ISBN 978-4-87182-983-0）
- 『YELLOW★POP』 （コアマガジン〈メガストアコミックス〉、2008年6月19日[3]、ISBN 978-4-86252-419-5）
- 『SILVER★★POP』 （コアマガジン〈メガストアコミックス〉、2013年6月19日[3]、ISBN 978-4-86436-500-0）
- 『DOGGY♥MAGGY♥』 （ジーオーティー〈キャノプリCOMICS〉、2016年2月25日[4]、ISBN 978-4-86084-995-5）
- 『ハメっこ3Peace!!!』 （ジーオーティー〈GOT COMICS〉、2018年1月25日[5]、ISBN 978-4-81480-069-8）
- 『黒タイツ様～異形に辱められる私たち～』 （ジーオーティー〈GOT COMICS〉、2020年2月25日[6]、ISBN 978-4-82360-020-3）

一般向け作品
- 『ネガティブ・ツインタワー!』 ほるぷ出版〈Flex Comix〉、全5巻
- 『人身御供の緋山さん』 フレックスコミックス〈メテオCOMICS〉、全3巻
  1. 2015年7月9日、ISBN 978-4-59385-809-5
  2. 2015年11月12日、ISBN 978-4-59385-820-0
  3. 2016年8月9日、ISBN 978-4-59385-841-5